# Harstad
Harstadⓘ (nordsamisch Hárstták) ist eine Kommune im norwegischen Fylke Troms. Die Kommune hat 25.167 Einwohner (Stand: 1. Januar 2025) und liegt über mehrere Inseln verteilt. Verwaltungssitz ist die gleichnamige Stadt Harstad mit 21.458 Einwohnern auf einer Fläche von 11,47 km² (Stand: 1. Januar 2024).

## Geografie

### Lage und Topografie

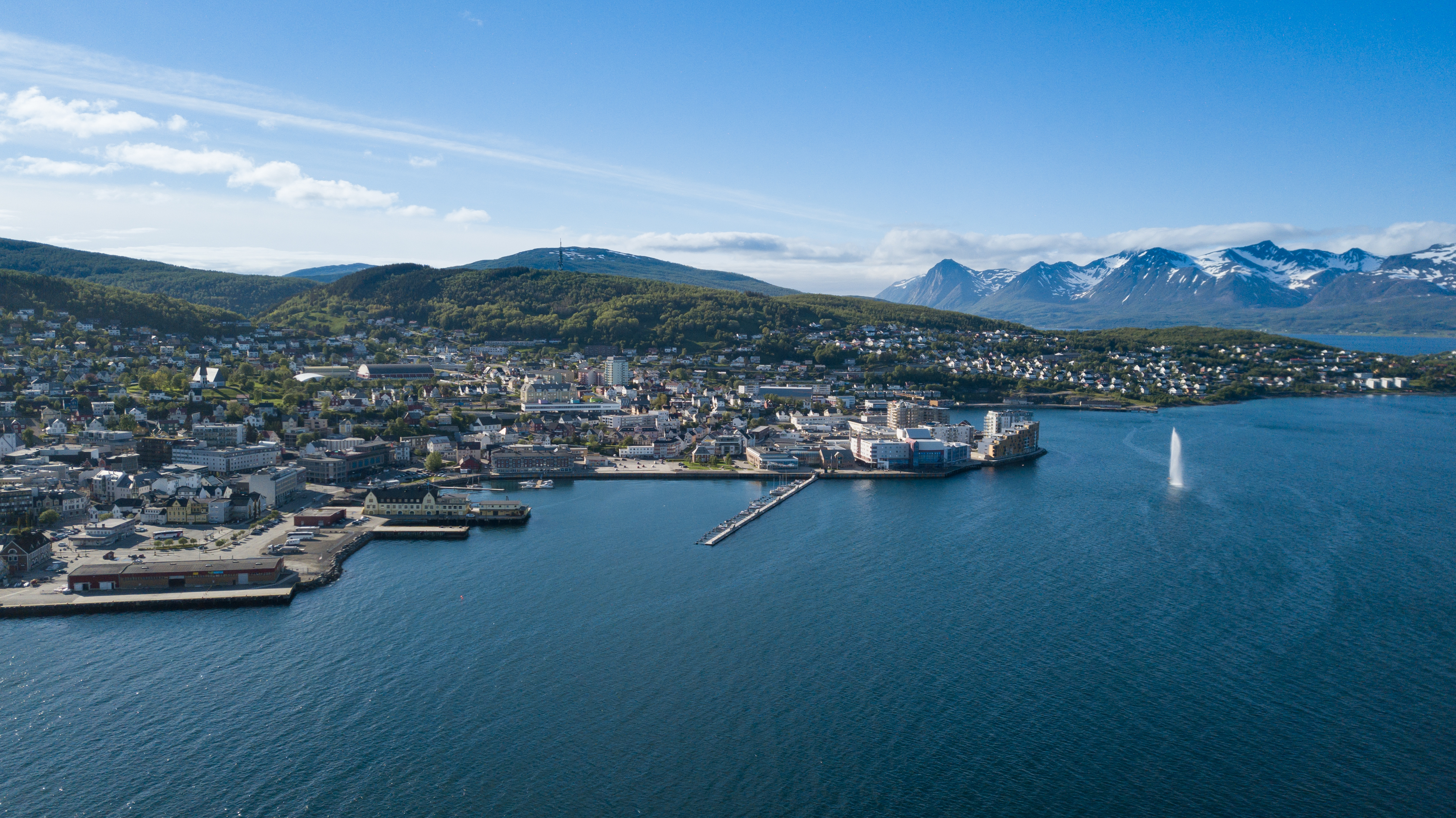
Blick auf die Stadt Harstad

Die Kommune Harstad liegt nördlich des Polarkreises im Südwesten des Fylkes Troms, südwestlich der Stadt Tromsø. Die Kommune erstreckt sich über mehrere Inseln. Zu Harstad gehört unter anderem der Osten der Insel Hinnøya, Norwegens flächenmäßig größter Insel. An der Ostküste der Insel liegt die Stadt Harstad. Vollständig in die Kommune gehen zudem Inseln wie Grytøya, Bjarkøya, Sandsøya, Åkerøya, Kjøtta und Helløya ein.
Die Kommune wird im Westen durch den Andfjord und im Osten durch den Vågsfjord begrenzt. Auf Hinnøya grenzt Harstad an die Kommune Tjeldsund im Süden und Kvæfjord im Westen. Vom auf dem Festland gelegenen Teil der Kommune Tjeldsund wird Harstad durch die Meerenge Tjeldsund getrennt. Im Andfjord im Nordwesten der Kommune bestehen vollständig im Meer verlaufende Grenzen zu den Kommunen Sortland und Andøy. Die beiden Nachbargemeinden liegen im Nachbarfylke Nordland. Im Nordosten verlaufen die Grenzen zwischen Harstad und den Kommunen Ibestad und Senja im Vågs- und Andfjord.
Auf Hinnøya liegen mehrere kleine Seen und das Terrain ist teils durch Moore geprägt. Im Norden von Harstad mündet die Bergselva in die Bucht Bergsvågen. Im Osten der Bucht liegt die Halbinsel Trondenes. Die Gesamtfläche der Kommune beträgt 445,27 km², wobei Binnengewässer zusammen 16,79 km² ausmachen. Die Erhebung Sætertinden auf der Grenze zu Tjeldsund stellt mit einer Höhe von 1094,74 moh. den höchsten Punkt der Kommune Harstad dar. Ein weiterer Berg, der eine Höhe von über 1000 moh. erreicht, ist die Nona auf der Grytøya.

### Klima
Das in Harstad vorherrschende Klima ist von der Küstenlage geprägt. Die Winter sind typischerweise mild und die Sommer kühl.
|                        | Jan   | Feb   | Mär   | Apr  | Mai  | Jun  | Jul  | Aug  | Sep  | Okt  | Nov  | Dez   |   |       |
| Mittl. Temperatur (°C) | −2,1  | −2,2  | −0,7  | 2,9  | 7,1  | 10,3 | 13,8 | 12,9 | 9,5  | 4,9  | 1,6  | −0,3  | ⌀ | 4,8   |
| Mittl. Tagesmax. (°C)  | −0,3  | −0,2  | 1,8   | 5,9  | 10,3 | 13,3 | 17,2 | 16,0 | 12,2 | 6,9  | 3,3  | 1,4   | ⌀ | 7,4   |
| Rekordmaximum (°C)     | 8,8   | 8,6   | 10,9  | 16,9 | 23,9 | 26,8 | 31,7 | 31,5 | 21,9 | 17,5 | 13,0 | 9,8   | ᐃ | 31,5  |
| Mittl. Tagesmin. (°C)  | −3,9  | −4,2  | −3,4  | 0,0  | 4,0  | 7,3  | 10,5 | 9,8  | 6,7  | 2,9  | −0,1 | −2,1  | ⌀ | 2,3   |
| Rekordminimum (°C)     | −15,4 | −16,0 | −12,8 | −9,4 | −3,7 | 0,0  | 4,6  | 1,7  | −1,6 | −6,7 | −9,8 | −12,7 | ᐁ | −16,0 |
|                        |       |       |       |      |      |      |      |      |      |      |      |       |   |       |
| Niederschlag (mm)      | 79,8  | 73,6  | 104,4 | 53,2 | 37,9 | 60,5 | 56,1 | 75,5 | 77,4 | 77,3 | 76,9 | 80,9  | Σ | 853,5 |
|                        |       |       |       |      |      |      |      |      |      |      |      |       |   |       |
| Regentage (d)          | 11,6  | 11,1  | 14,9  | 10,9 | 7,7  | 9,3  | 8,2  | 9,8  | 12,6 | 12,9 | 11,8 | 12,1  | Σ | 132,9 |

| −3,9 |

| −4,2 |

| −3,4 |

| 0,0 |

| 4,0 |

| 7,3 |

| 10,5 |

| 9,8 |

| 6,7 |

| 2,9 |

| −0,1 |

| −2,1 |

| −3,9 |

| −4,2 |

| −3,4 |

| 0,0 |

| 4,0 |

| 7,3 |

| 10,5 |

| 9,8 |

| 6,7 |

| 2,9 |

| −0,1 |

| −2,1 |

| N i e d e r s c h l a g | 79,8 | 73,6 | 104,4 | 53,2 | 37,9 | 60,5 | 56,1 | 75,5 | 77,4 | 77,3 | 76,9 | 80,9 |
|                         | Jan  | Feb  | Mär   | Apr  | Mai  | Jun  | Jul  | Aug  | Sep  | Okt  | Nov  | Dez  |

## Einwohner
Der Großteil der Einwohner der Kommune lebt in der Stadt Harstad an der Ostküste von Hinnøya. Die Zahl der Einwohner stieg von 1946 bis 2021 um 63 Prozent an. Harstad ist der einzige sogenannte Tettsted, also die einzige Ansiedlung, die für statistische Zwecke als eine städtische Siedlung gewertet wird. Zum 1. Januar 2024 lebten dort 21.458 Einwohner.
Die Einwohner der Kommune werden Harstadværing genannt. Harstad hat weder Nynorsk noch Bokmål als offizielle Sprachform, sondern ist in dieser Frage neutral.
| Jahr          | 1986   | 1990   | 1995   | 2000   | 2005   | 2010   | 2015   | 2020   | 2025   |
| ------------- | ------ | ------ | ------ | ------ | ------ | ------ | ------ | ------ | ------ |
| Einwohnerzahl | 22.753 | 23.107 | 23.607 | 23.627 | 23.643 | 23.739 | 24.676 | 24.703 | 25.167 |

## Geschichte
Die heutige Kommune Harstad ist seit der Wikingerzeit durchgehend besiedelt. Zuerst besiedelt wurden der Nordosten von Hinnøya und die Insel Bjarkøya. Im Jahr 1848 wurde der Hafen von Harstad Anlaufpunkt für die Kystrute. Zu dieser Zeit trug der Ort noch den Namen Harstadsjøen. Nachdem um das Jahr 1870 im Vågsfjord größere Heringsfänge gemacht wurden, begann Harstad stärker zu wachsen. In der Folge vergrößerte sich Harstad im Zeitraum von 1872 bis etwa 1890 von drei auf achtzig Häuser. Um das Jahr 1890 wurden 540 Einwohner erreicht. Im Jahr 1899 wurde Harstad ein Standort für den neu gegründeten Militärdistrikt Nordnorwegen. Ab da trug das Militär stark zum Wachstum von Harstad bei. Erst in den 1990er-Jahren wurden Teile des Militärs in andere Orte verlagert und die Bedeutung verringerte sich etwas. Durch die Gründung einer Schiffswerft im Jahr 1895 wurden in Harstad erstmals viele Industriearbeitsplätze geschaffen.
Dass Harstad das Stadtrecht erhalten solle, beschloss das Storting im Juni 1903. Im Zuge dessen wurde beschlossen, dass Harstad eine eigenständige Stadtkommune (bykommune) werden solle. Die Kommune Harstad entstand schließlich am 1. Januar 1904, als es von Trondenes abgespalten wurde. Bei seiner Gründung hatte Harstad 1246 Einwohner. Trondenes verblieb mit 7775 Einwohnern. Zum 1. Januar 1964 wurden die Kommunen Harstad, Sandtorg und Trondenes zusammengelegt. Harstad brachte in die neue Kommune Harstad 3808 Einwohner ein, Sandtorg 7512 und Trondenes 6567. Sandtorg war im Jahr 1926 ebenfalls von Trondenes abgespalten worden. Im Jahr 2013 wurde Bjarkøy eingegliedert.

## Wirtschaft und Infrastruktur

### Verkehr

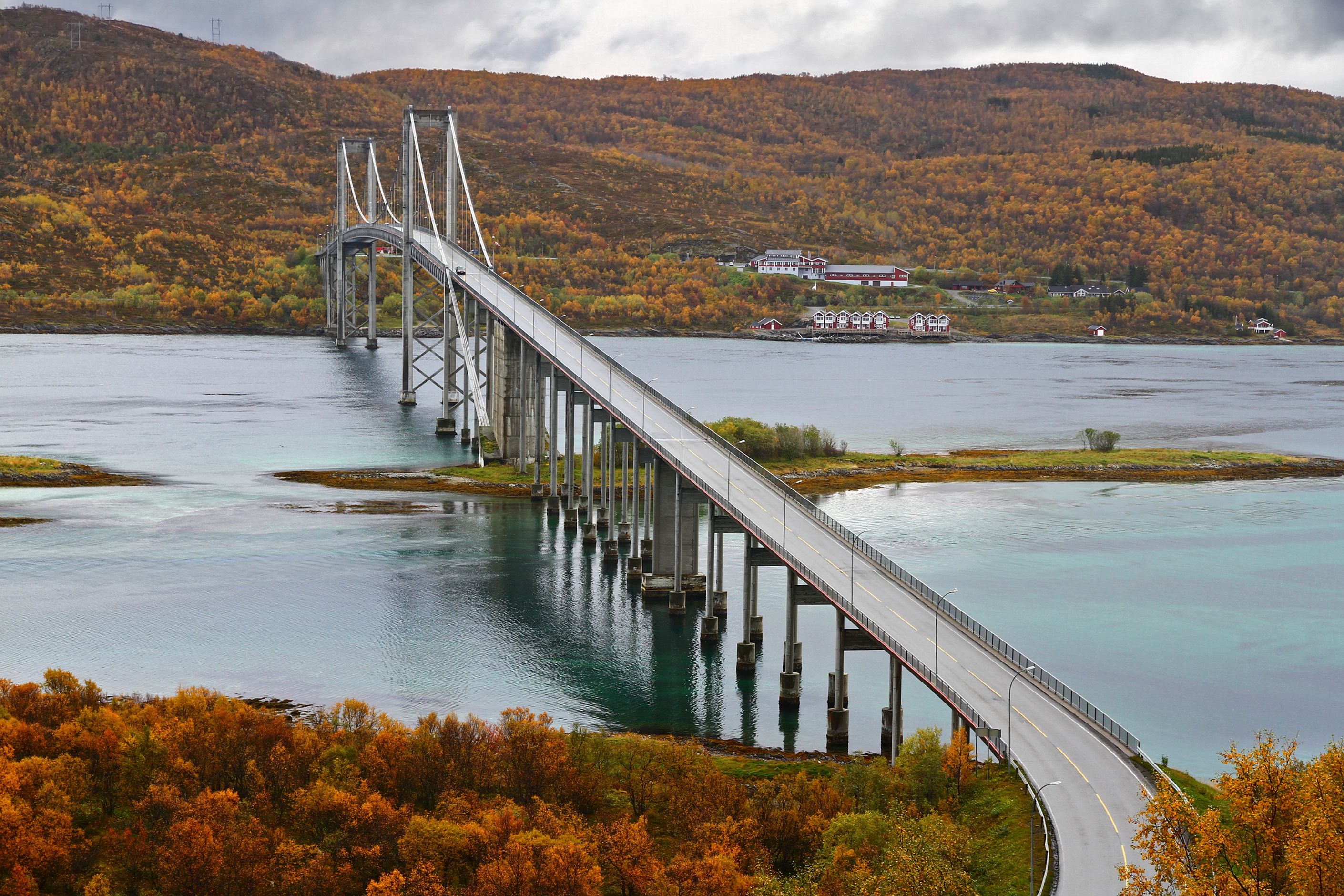
Brücke Richtung Tjeldsund

Auf Hinnøya verläuft die Europastraße 10 (E10) von Tjeldsund entlang der Küste aus dem Südwesten in die Kommune Harstad. Südlich der Stadt Harstad führt die E10 mittels der Straßenbrücke Tjeldsundbrua über die Meerenge Tjeldsund Richtung Osten zurück in die Nachbargemeinde Tjeldsund. Von der E10 zur weiter nördlich gelegenen Stadt Harstad führt der Riksvei 83. Von der Grytøya führt der Kvernsundtunnel auf die Bjarkøya und es besteht eine Brückenanbindung auf die Sandsøya. Des Weiteren sind viele Inseln der Kommune über Fährverbindungen ans Verkehrsnetz angebunden. Von der Stadt Harstad führt zudem eine Fährverbindung auf die Insel Rolla in der östlichen Nachbarkommune Ibestad.
Harstad ist Anlegestelle der Schiffe der Hurtigruten. Der Hafen liegt auf der Route zwischen Risøyhamn und Finnsnes. Der Flughafen Harstad/Narvik liegt in der Kommune Evenes im Fylke Nordland, rund 46 Kilometer vom Stadtzentrum Harstads entfernt.

### Wirtschaft
Harstad fungiert als wirtschaftliches Zentrum der Region. Viele Arbeitsplätze in der Kommune gehen auf das Militär und die öffentliche Verwaltung zurück. Im Privatsektor gehören der Einzelhandel, das Übernachtungsgewerbe und die Gastronomie zu den größten Arbeitgebern. Viele der Touristen kommen mit der Hurtigruten nach Harstad. Beliebte Attraktionen sind die Mitternachtssonne im Sommer und die Polarlichter im Winter.
Mehrere Erdöl- und Erdgasunternehmen sind in Harstad niedergelassen. Auch das dem Ministerium für Energie nachgeordnete Oljedirektoratet hat einen Sitz in Harstad. Mit mehreren Werften hat Harstad zudem eine längere Tradition als Zentrum für die Schiffsindustrie in Nordnorwegen. Die in Harstad registrierten Fischerboote werden mittlerweile vor allem außerhalb der Kommune eingesetzt. Ein Teil der in Harstad ansässigen Lebensmittelindustrie ist im Bereich der Fischveredlung tätig. Von eher geringerer Bedeutung ist die Landwirtschaft. Die landwirtschaftlich genutzten Flächen sind vor allem als Wiesen. Gehalten werden insbesondere Rinder, Schafe und Hühner.
Im Jahr 2021 arbeiteten von rund 12.500 Arbeitstätigen etwa 10.600 in Harstad selbst. Jeweils über 100 Personen pendelten in die Kommunen Kvæfjord, Tromsø, Tjeldsund, Oslo und Evenes.

## Kultur, Religion und Bildung

### Kirchen

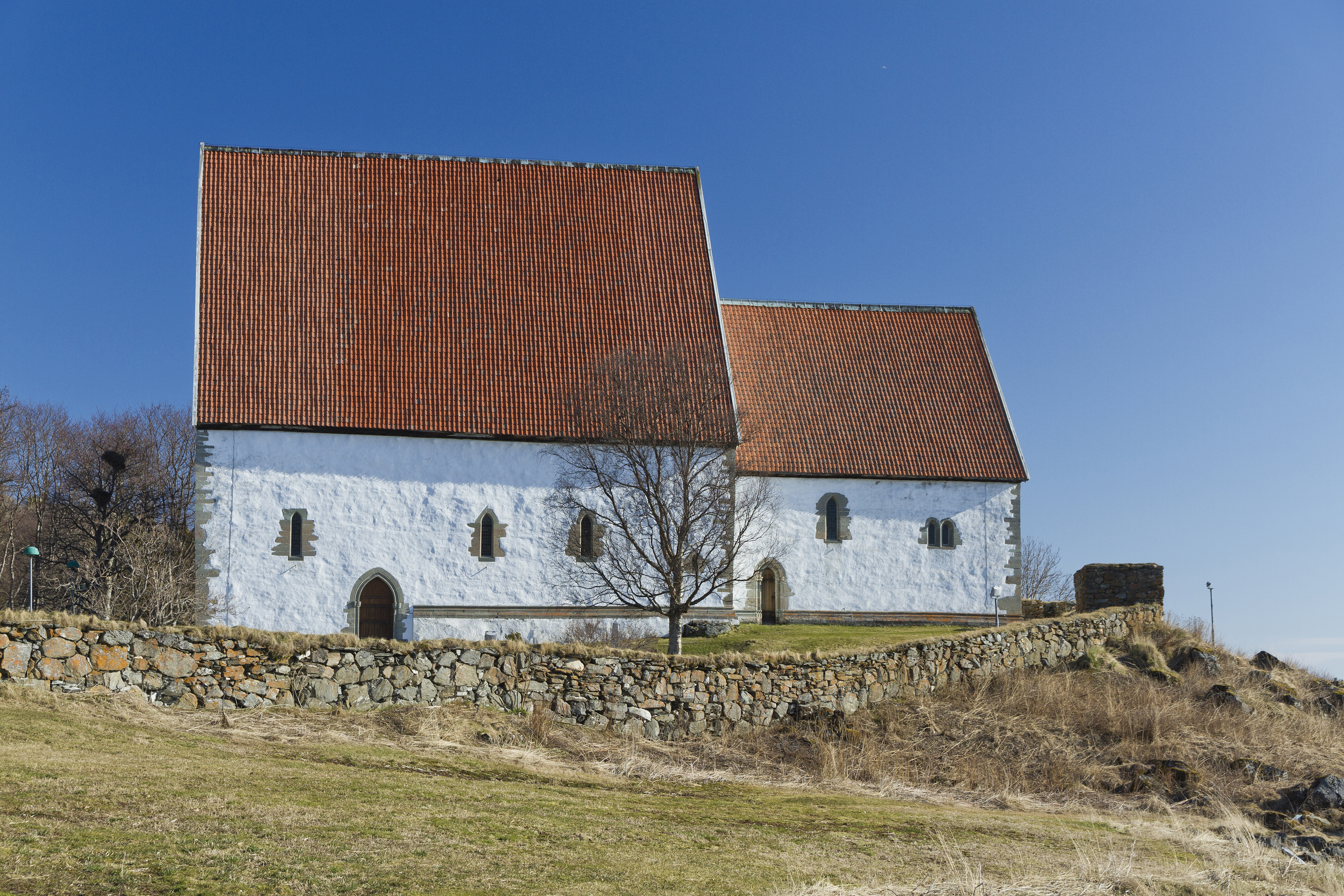
Kirche von Trondenes

In der Kommune liegen mehrere Kirchen. Die älteste Kirche ist die Kirche von Trondenes (Trondenes kirke) nördlich der Stadt Harstad. Sie wurde im 15. Jahrhundert errichtet und ist Norwegens nördlichste Steinkirche aus dem Mittelalter. Mit einer Höhe von 23 Metern gehört sie zudem zu den höchsten Steinkirchen des Landes. Die Harstad kirke in der Stadt Harstad ist eine Kirche aus dem Jahr 1958. Als Architekt fungierte Jan Inge Hovig. Ebenfalls in Harstad liegt die Kanebogen kirke aus dem Jahr 1999. Die Kirche mit 400 Sitzplätzen wurde auf dem Grundstück errichtet, an dem im Jahr 1984 die Fredly kapell niederbrannte. Etwas südlich der Stadt steht die Sandtorg kirke, eine Holzkirche aus dem Jahr 1933. Weiter südlich steht die Gausvik kirke aus dem Jahr 1979.
Auf Grytøya liegen die beiden Kirchen Lundenes kirke und Grøtavær kirke. Erstere ist eine Holzkirche aus dem Jahr 1974. Die Grøtavær kirke ist ebenfalls eine Holzkirche. Sie wurde im Jahr 1915 fertiggestellt. Die Bjarkøy kirke befindet sich auf der Insel Bjarkøya. Die Holzkirche mit kreuzförmigen Grundriss wurde 1766 erbaut.

### Kultur
In Harstad wird die Zeitung Harstad Tidende verlegt. Seit 1965 werden die nordnorwegischen Festspiele (Festspillene i Nord-Norge) in Harstad veranstaltet. Im Jahr 1992 wurde das Kulturhaus Harstad Kulturhus eröffnet.

### Bildung
In Harstad gibt es mehrere weiterführende Schulen. Der Campus Harstad ist ein Standort der Universität Tromsø.

## Name und Wappen
Das seit 1953 offizielle Wappen der Kommune zeigt zwei silberne Wellenbalken auf blauem Hintergrund. Das Wappen soll die Bedeutung des Meeres für Harstad symbolisieren. Erwähnungen Harstads gibt es um das Jahr 1430 als af Hardstadom und vid Hardstada. Ursprünglich war der Name ein Hofname, der möglicherweise seinen Ursprung im altnordischen *Harðarstaðir hat. Dieser Name wiederum könnte eine Zusammensetzung aus dem Männernamen Hǫrðr und -stad sein.

## Partnerstädte
Harstad hat vier Partnerstädte:
- Barnstaple, Vereinigtes Königreich
- Helsingør, Dänemark
- Umeå, Schweden
- Vaasa, Finnland

Die Zusammenarbeit mit dem russischen Kirowsk wurde im November 2022 als Reaktion auf den Russisch-Ukrainischen Krieg beendet.

## Persönlichkeiten
- Hans Egede (1686–1758), lutherischer Pastor und Missionar in Grönland
- Lillian Crott Berthung (1922–2021), Übersetzerin und Autorin
- Hanna Kvanmo (1926–2005), Politikerin
- Audun Boysen (1929–2000), Leichtathlet
- Knut Andersen (1931–2019), Filmregisseur, Drehbuchautor und Schauspieler
- Leif Arne Heløe (* 1932), Politiker, Zahnarzt und Hochschullehrer
- Odd Børre Sørensen (1939–2023), Sänger
- Tore Elias Hoel (* 1953), Schriftsteller
- Gerd Kristiansen (* 1955), Gewerkschafterin
- Ketil Stokkan (* 1956), Sänger
- Kristin Clemet (* 1957), Politikerin
- Elisabeth Aspaker (* 1962), Politikerin
- Iren Reppen (* 1965), Schauspielerin, Sängerin und Künstlerin
- Anne Marit Bjørnflaten (* 1969), Politikerin
- Per-Willy Amundsen (* 1971), Politiker
- Mona Fagerås (* 1972), Politikerin
- Flint Juventino Beppe (* 1973), deutscher Komponist
- Kent Gudmundsen (* 1978), Politiker
- Toril Johannessen (* 1978), bildende Künstlerin
- Jon Lech Johansen (* 1983), Hacker
- Tom Høgli (* 1984), Fußballspieler
- Cecilie Myrseth (* 1984), Politikerin
- Thomas Kjelbotn (* 1986), Nordischer Kombinierer
- Torgeir Bergrem (* 1991), Snowboarder
- Ruben (* 1999), Sänger